# Svatý Kopeček (Olomouc)
Svatý Kopeček (německy Heiligenberg nebo Mariendorf) je historická obec, nyní městská čtvrť, poutní místo a katastrální území na severovýchodě statutárního města Olomouce. Je vzdálen cca 7 km od centra Olomouce a slouží jako rekreační místo Olomoučanů. Nadmořská výška samotného Kopečku je 393 m n. m. Nachází se zde olomoucká zoologická zahrada a bazilika Navštívení Panny Marie, ke které se každoročně konají velké poutě.

## Historie
Ještě v 17. století byla oblast pokryta lesem. Mezi lety 1629 a 1632 zde nechal olomoucký měšťan a obchodník s vínem Jan Andrýsek postavit mariánskou kapli, jejíž správy se ujal klášter Hradisko. Už v roce 1654 však byla zničena švédskými vojsky. Zásluhou kláštera byla vzápětí obnovena a v letech 1669–1679 přestavěna na větší kostel, k němuž byla ještě po roce 1712 přistavěna boční křídla a další objekty. Už dříve zde byl i špitál sv. Norberta nebo poutní dům, ten však 28. září 1705 vyhořel, přičemž během požáru zahynulo 121 poutníků. Nad jejich hrobem byla roku 1718 postavena kaple sv. Barbory. Chrám Navštívení Panny Marie se postupně stal cílem procesí ze širokého okolí a kolem něj a zde zřízeného hospodářského dvora vyrostla malá osada. Němečtí osadníci jí říkali Heiligenberg nebo Mariendorf, Češi kromě Svatého Kopečku také Svatá Hora.
Svatý Kopeček se postupně stal střediskem celé oblasti, neboť v roce 1784 tady vznikla škola a o rok později zde byla zřízena nová farnost. Její kolatura zahrnovala vesnice Droždín, Lošov, Radíkov a Samotišky. Po josefínských reformách se ovšem Svatý Kopeček dostal do krize, poutě byly zakázány, špitál byl zrušen a hospodářský dvůr byl klášteru konfiskován. Až v roce 1846 se sem premonstráti vrátili, přišli ze strahovského kláštera a celý areál obnovili. Roku 1850 se zdejší osada, kde tehdy žilo 487 převážně českých obyvatel, stala samostatnou politickou obcí. Zhruba polovina ze zdejších osadníků docházela za prací do továren Kosmos v Hodolanech a Moravia v Mariánském Údolí, ale významná část se živila obchodem, kterému se zde díky procesím dařilo. Zvláště krámky zvané „bódky“ u jižní strany kostela byly pro tento areál vždy typické.
Složení obyvatelstva se projevilo i v tom, že zde byla silná sociální demokracie a působily zde např. DTJ, volby ovšem pravidelně vyhrávali lidovci a svou činnost provozovaly na ně navázané spolky jako byl Orel nebo Matice svatokopecká. Františkánky zde otevřely opatrovnu malých dětí a premonstrátky pod názvem Norbertinum sirotčinec, byla zde i střední škola pražských dominikánů a další církevní instituce. Po změně režimu ale byli roku 1950 místní kněží a řádové sestry odvezeni do internačního tábora a jejich budovy byly využity jinak: vznikl zde ústav pro děti se zbytky sluchu, škola pro vadně mluvící, internátní a dětské domovy apod. V roce 1952 byla otevřena zoologická zahrada, roku 1959 bylo z názvu obce odstraněno slovo „Svatý“ (vráceno až roku 1990) a k 1. červenci 1974 byl Kopeček připojen k Olomouci jako její nová městská část.
Poutní chrám Navštívení Panny Marie byl při návštěvě papeže Jana Pavla II. a jeho setkání s mládeží před bazilikou prohlášen v neděli dne 21. května 1995 za baziliku minor. Dne 17. května 2015 byl v poutní bazilice při slavnostní vzpomínkové mši celebrované sekretářem papeže sv. Jana Pavla II., Stanislawem kardinálem Dziwiszem, uložen poblíž hrobu sv. Viktora relikviář s jeho ostatky (krví Jana Pavla II.). Shromáždění pozdravil prostřednictvím televizního přenosu z Říma před polední modlitbou „Anděl Páně“ i Svatý otec papež František. Dne 18. srpna 2017 se zde konala v rámci celostátního setkání mládeže (CSM) v Olomouci velká pouť, zakončená mší svatou a ohňostrojem. V roce 2018 byl poutní areál na Svatém Kopečku zařazen mezi národní kulturní památky.
| Rok      | 1869 | 1880 | 1890 | 1900 | 1910 | 1921 | 1930 |
| -------- | ---- | ---- | ---- | ---- | ---- | ---- | ---- |
| Obyvatel | 605  | 627  | 597  | 659  | 789  | 791  | 907  |
| Domů     | 82   | 91   | 94   | 104  | 109  | 112  | 143  |
| Rok      | 1950 | 1961 | 1970 | 1980 | 1991 | 2001 | 2011 |
| Obyvatel | 905  | 822  | 789  | 931  | 843  | 794  | 792  |
| Domů     | 162  | 141  | 169  | 185  | 205  | 203  | 228  |

1. ↑  Z toho 877 osob národnosti československé, 26 německé a 4 ostatních.[9]

## Osobnosti
Svatý Kopeček je rodištěm Karla Svolinského (1896–1986), národního umělce, malíře a grafika. Pobýval zde také Jiří Wolker, který roku 1921 napsal báseň Svatý kopeček. Tvořili zde i výtvarníci Bohumír Dvorský, Stanislav Menšík a Cyril Bouda, sochař Josef Stárek, spisovatel Stanislav Krejčí a jiní. Svoji pozemskou pouť tam 2. března 1947 ukončil čestný občan města Olomouce arcibiskup Leopold Prečan. Dne 14. listopadu 1955 zde zemřel malíř Jindřich Lenhart, na jeho hrobě je nápis „Zde zemřel malíř, jenž miloval tento kraj“. Dne 20. srpna 1975 zde zemřel také spisovatel Oldřich Králík.

## Doprava
Na Svatý Kopeček jezdí autobusová linka MHD č. 11, v pracovních dnech také některé spoje příměstské linky č. 342.

## Fotogalerie

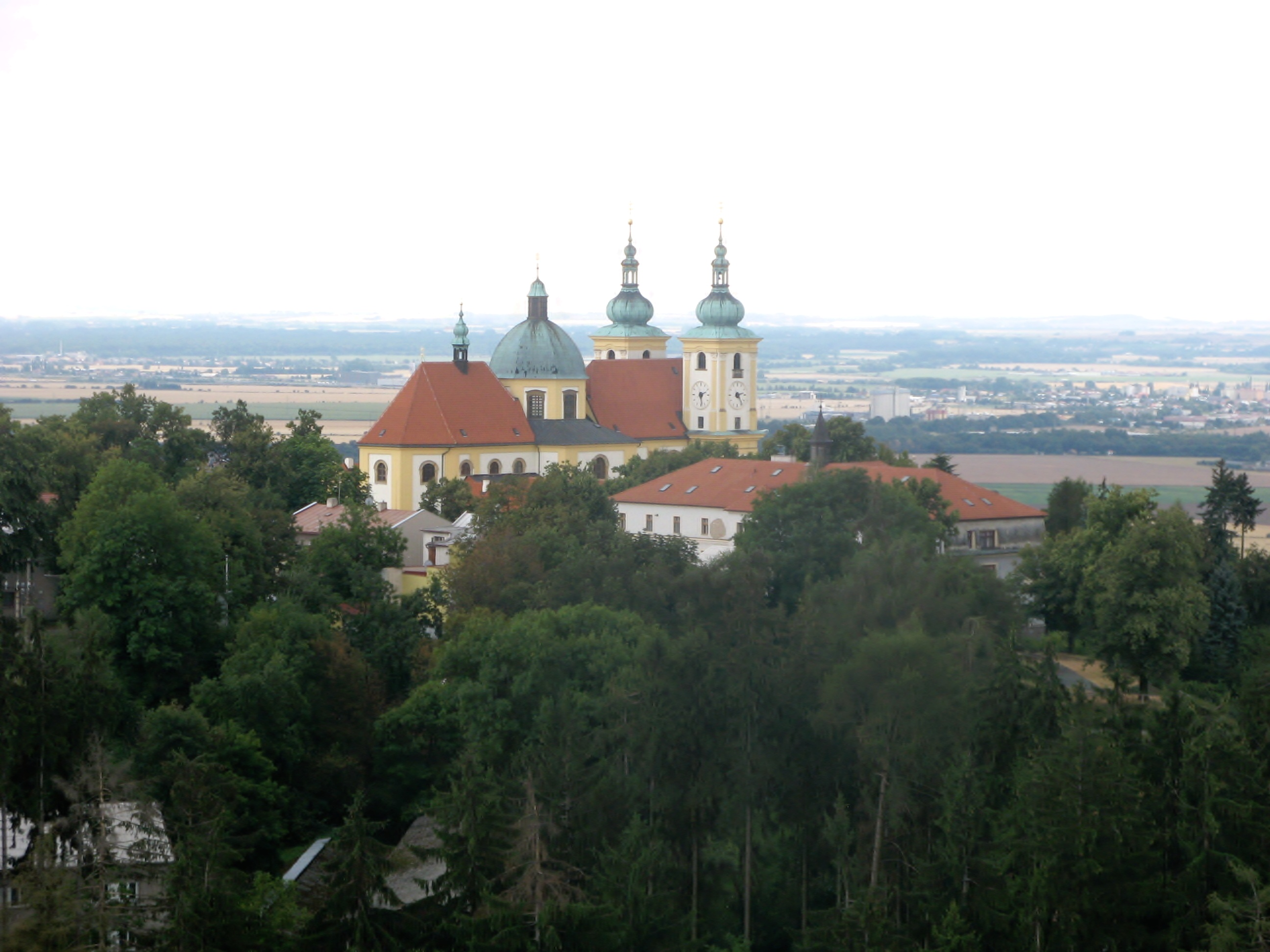
Pohled na baziliku Navštívení Panny Marie ze Zoo
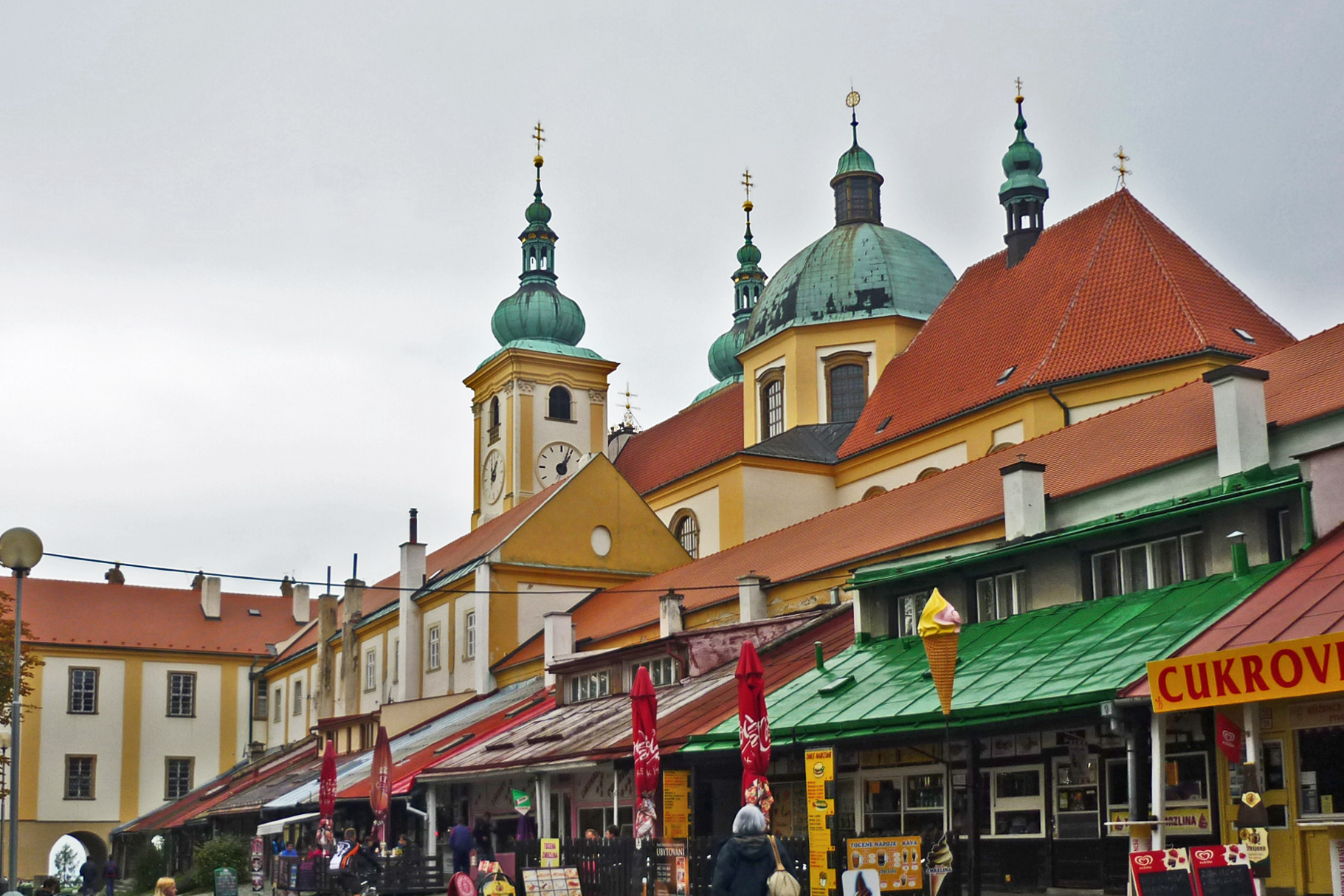
Prodejní stánky u baziliky
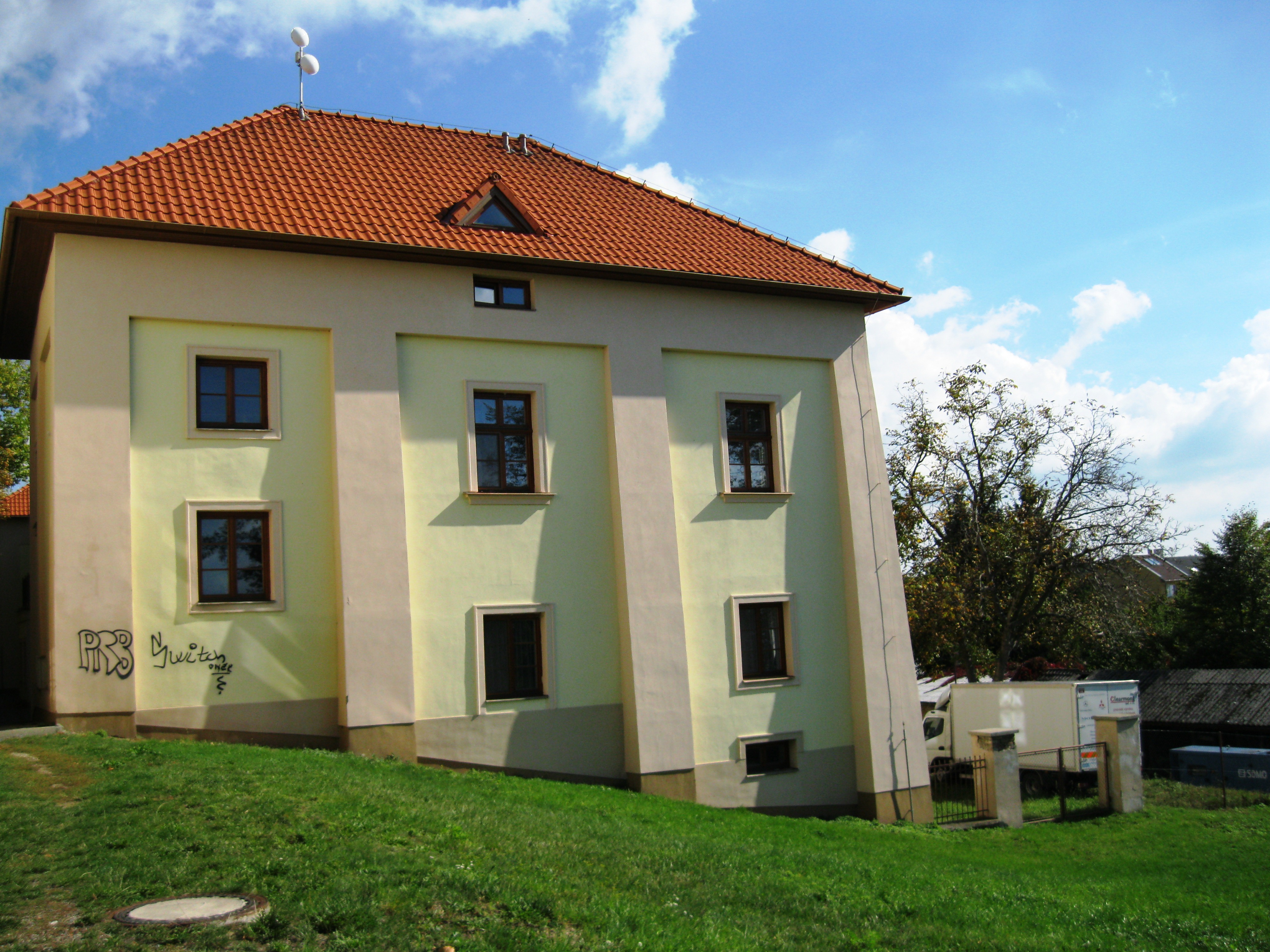
Původní poutní dům
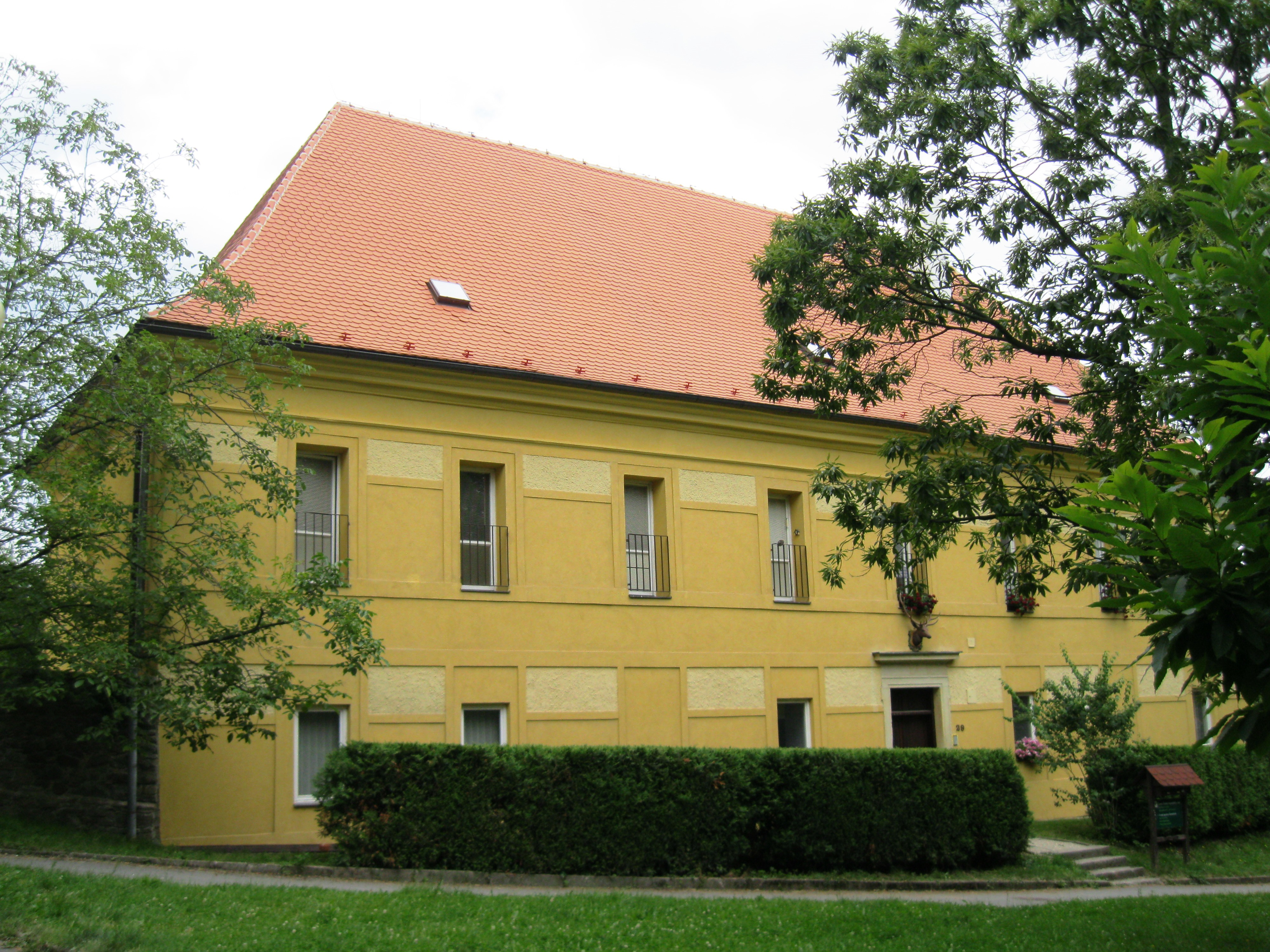
Bývalý špitál
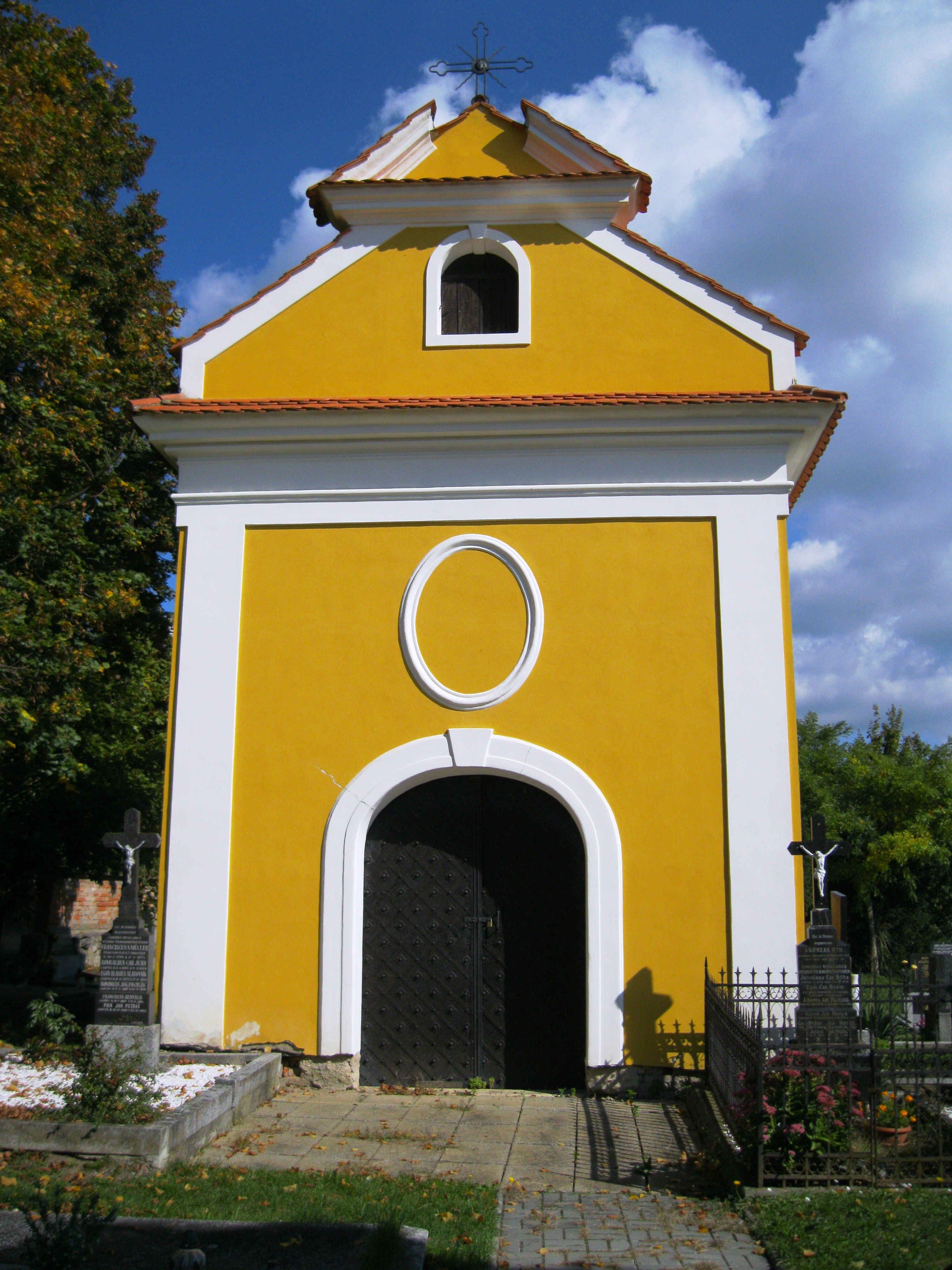
Kaple sv. Barbory
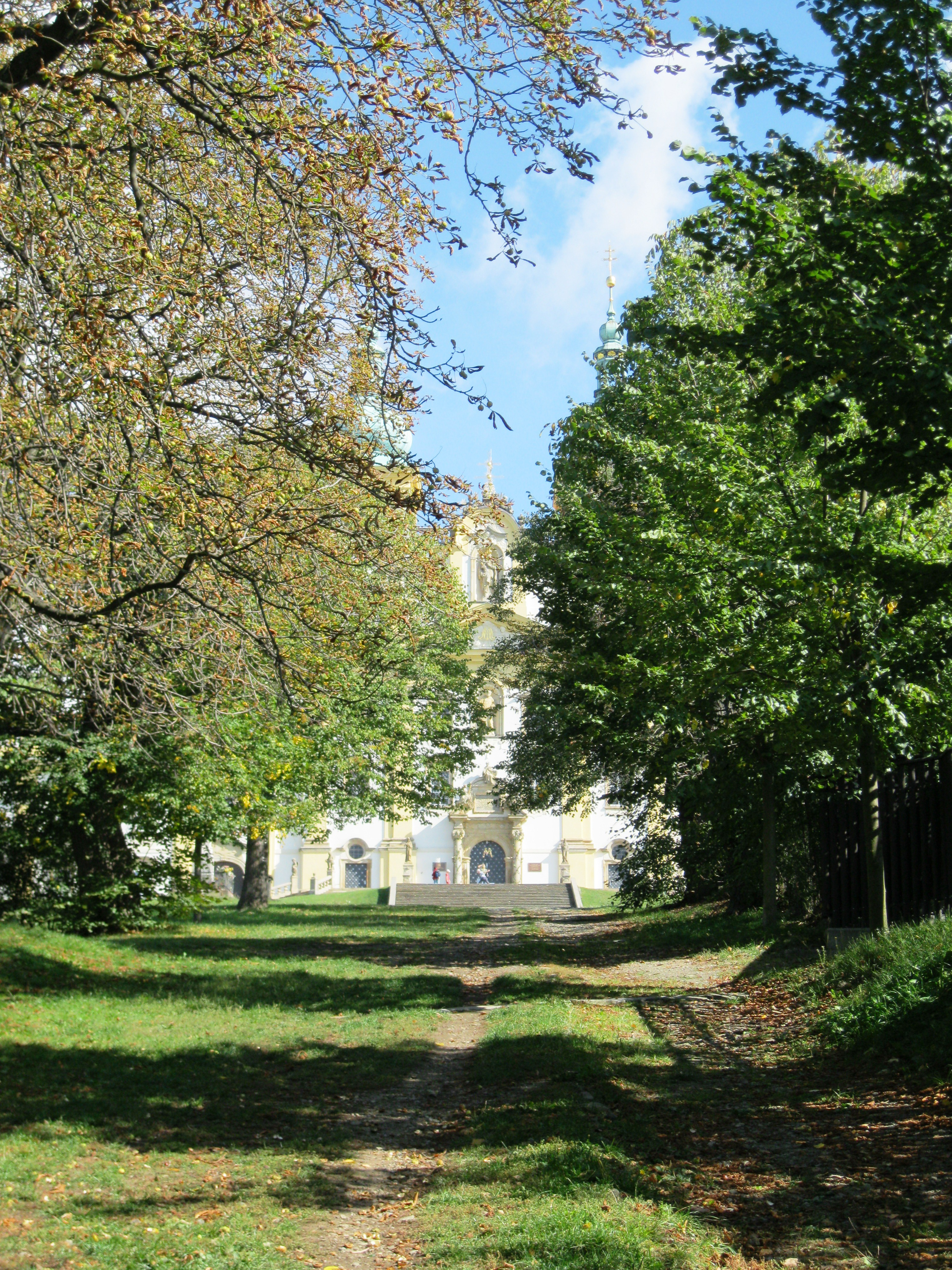
Poutní alej
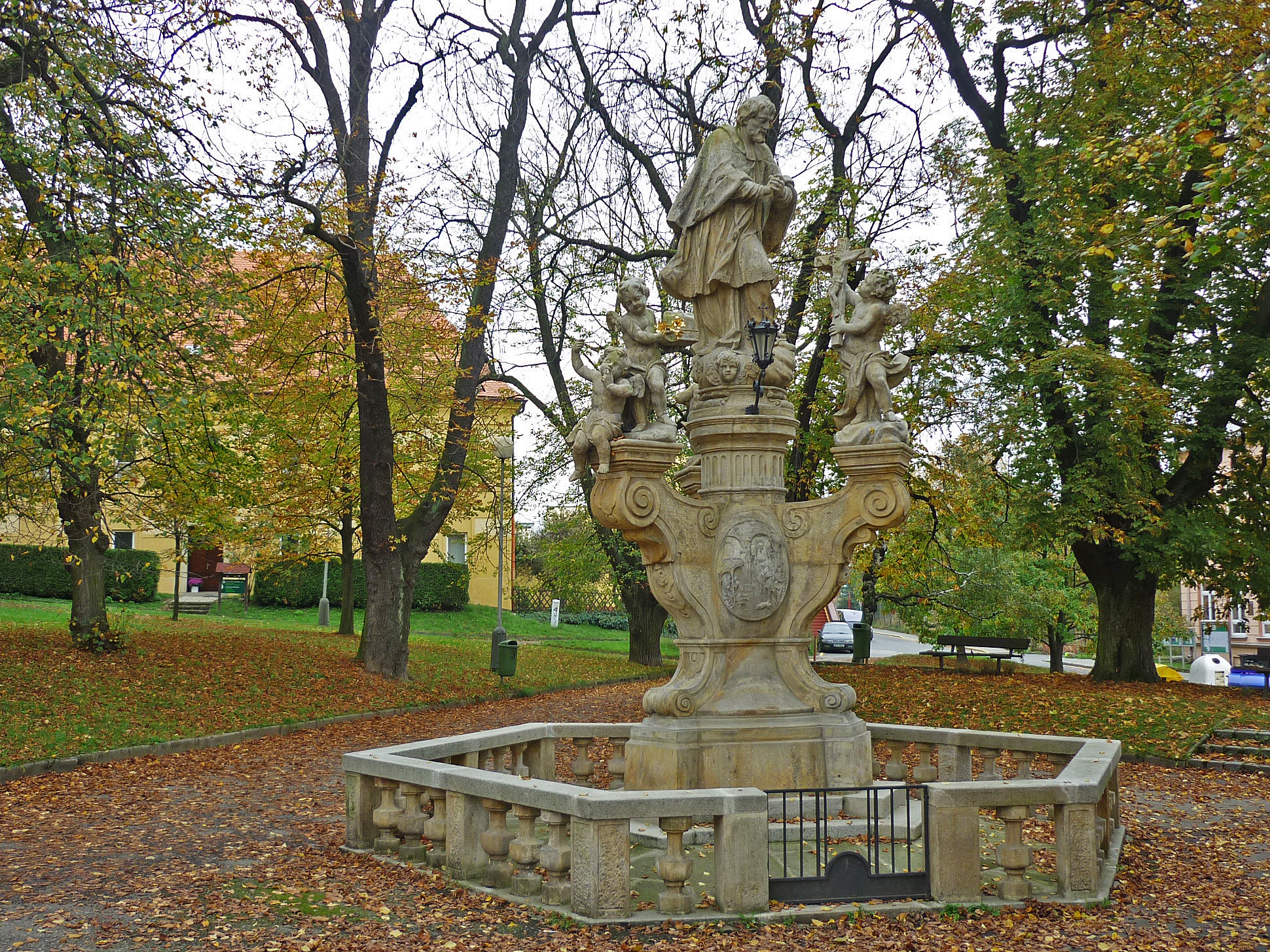
Sousoší sv. Jana Nepomuckého
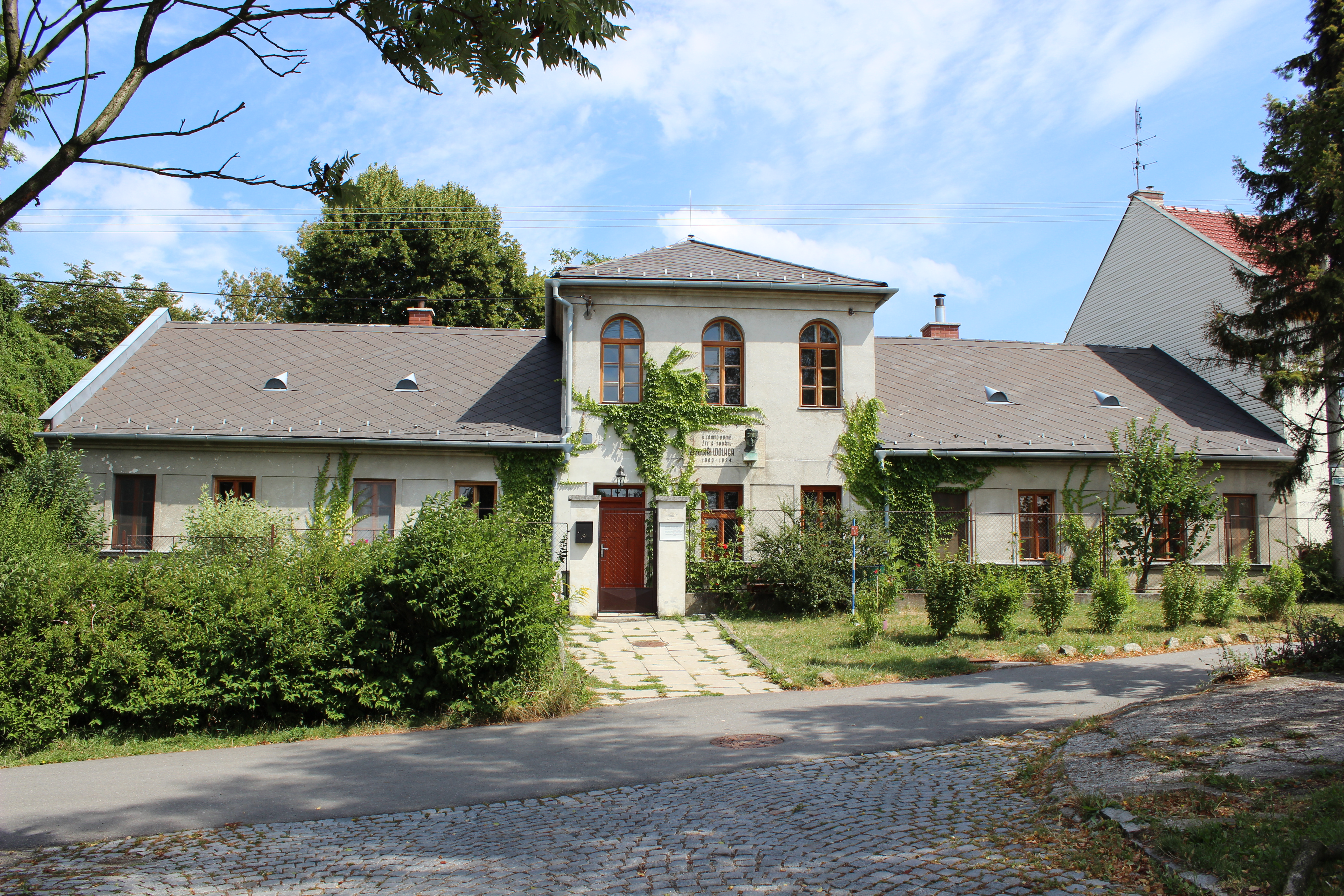
Vila Bellevue (Wolkerův dům)